# Meoto-Iwa

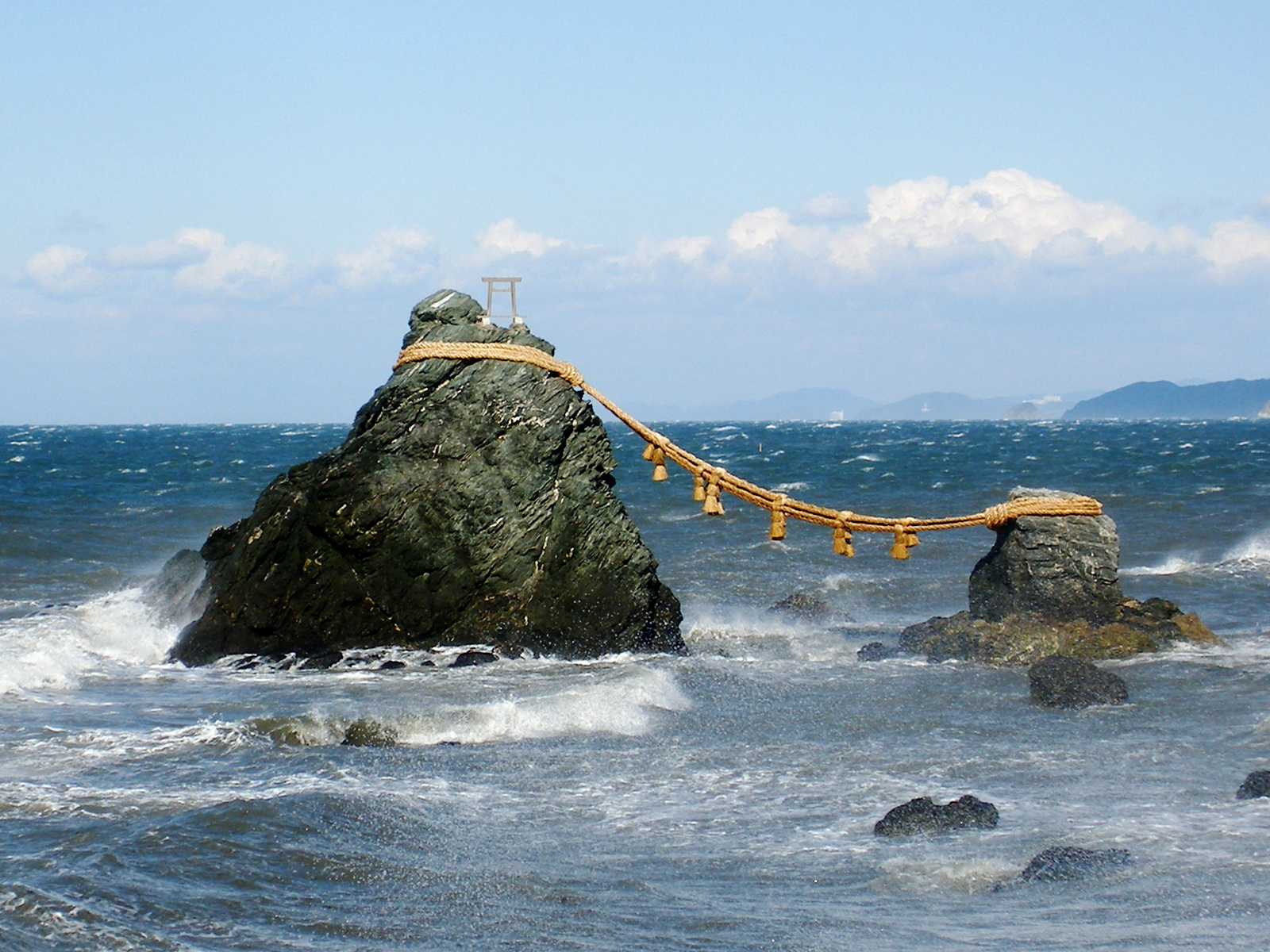
Meoto Iwa

Meoto Iwa (夫婦岩) é um par de rochas localizadas em Futami, na província de Mie no Japão. Elas estão ligadas por uma corda grossa e pesada e são consideradas sagradas por adoradores do xintoísmo. De acordo com esta religião, as rochas representam a união dos deuses Izanagi e Izanami, celebrando assim a união entre homens e mulheres. A corda que as liga pesa mais de uma tonelada e é trocada várias vezes durante o ano em cerimônias especiais. A rocha maior, representando o homem, tem um pequeno torii no topo.